# Charb
Stéphane Charbonnier (Conflans-Sainte-Honorine, Yvelines, 21 de agosto de 1967 - París, 7 de enero de 2015), más conocido como Charb, fue un dibujante satírico, historietista y periodista francés. Fue una de las víctimas del atentado que tuvo lugar en la sede de la publicación Charlie Hebdo en enero de 2015.

## Biografía
Charb trabajó para numerosas publicaciones de prensa como Charlie Hebdo, del cual fue director desde mayo de 2009 tras la marcha de Philippe Val, L'Écho des savanes, Télérama, Fluide glacial y L'Humanité. Sus dibujos se caracterizan por su estilo corrosivo e irreverente. Maurice et Patapon, el perro y el gato anticapitalista o el policía Marcel Keuf son buena muestra de ello. En la revista Fluide Glacial firmaba una sección llamada La fatwa de l'Ayatollah Charb. Entre 2007 y 2008 participó en el programa televisivo de M6 T'empêches tout le monde de dormir (No dejas a nadie dormir).
Era conocido su apoyo al Partido Comunista Francés, respaldándolo expresamente tanto en las elecciones europeas de 2009 como en las elecciones regionales francesas de 2010.
En noviembre de 2011, la sede de Charlie Hebdo fue atacada con cócteles molotov, presumiblemente por islamistas radicales. Desde entonces Charb y otros dos compañeros empezaron a tener protección policial. En septiembre de 2012, un hombre fue detenido en la ciudad francesa de La Rochelle por haber pedido su decapitación en una página web de contenido yihadista. Perseguido por sus sátiras y caricaturas, Al-Qaeda lo incluyó en 2013 en su lista de los más buscados.
El 7 de enero de 2015 fue asesinado en el atentado que tuvo lugar en la sede de la publicación Charlie Hebdo, donde trabajaba.

## Creencias
Además de apoyar al PCF, Charbonnier era un ateo convencido y firme defensor de los valores republicanos. Siempre estaba en la vanguardia de los enfrentamientos con fundamentalistas tanto musulmanes como cristianos.

## Publicaciones

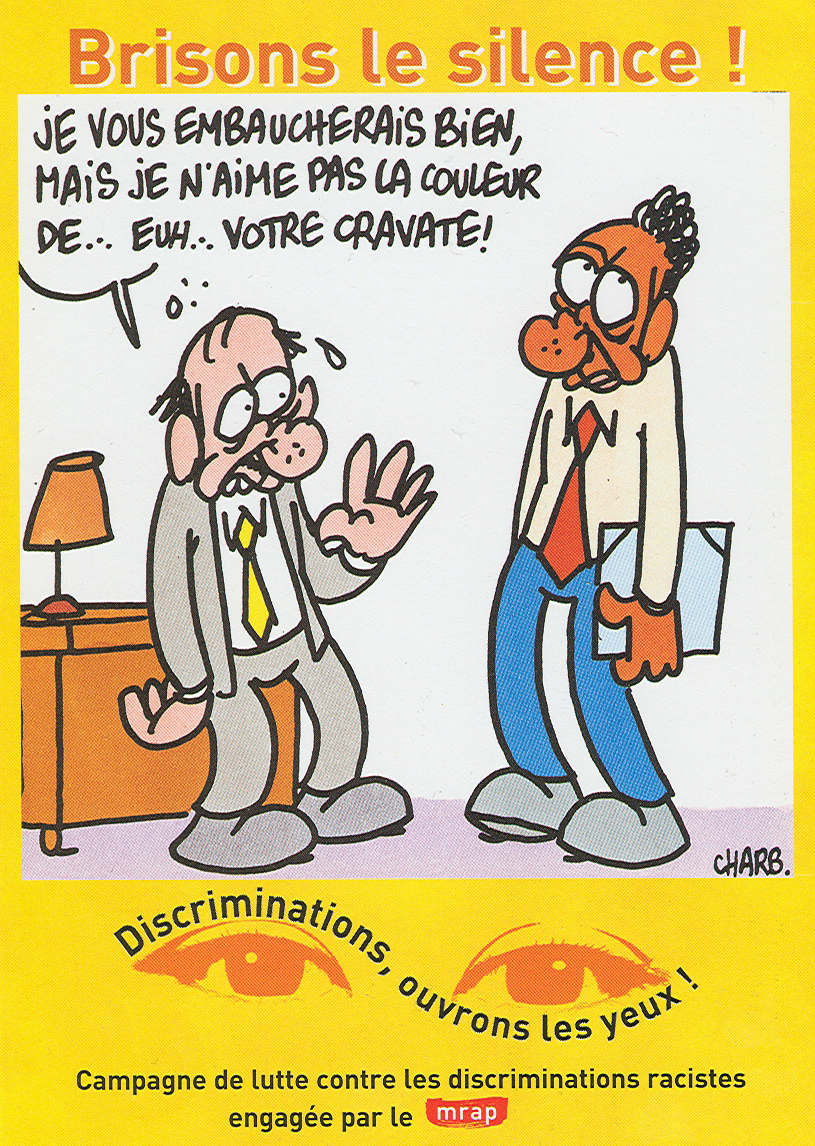
Cartel realizado por Charb en 2000 para una campaña contra la discriminación racial. La viñeta dice: parte de arriba: ¡Rompamos el silencio! Interior: Me gustaría contratarle, pero no me gusta el color de... umm... su corbata Abajo: Discriminación, ¡abramos los ojos!.

- Je suis très tolérant, MC Productions / Charb , 1996
- Maurice et Patapon, tomes I (2005)  II (2006), III (2007), IV (2009) éditions Hoebeke
- Attention ça tache, Casterman, 2004
- Charb n'aime pas les gens : chroniques politiques, 1996-2002, éditions Agone, 2002
- Collectif, Mozart qu'on assassine, Albin Michel, 2006, junto a Catherine Meurisse, Riss, Luz, Tignous y Jul.
- J'aime pas les fumeurs, Hoëbeke, 2007
- J'aime pas la retraite, 2008 (junto a Patrick Pelloux)
- C'est la Faute à la société, éditions 12 bis, 2008
- Dico Sarko, éditions 12 bis, 2008
- Le Petit Livre rouge de Sarko, éditions 12 bis, 2009
- Eternuer dans le chou-fleur et autres métaphores sexuelles à travers le monde, textos de Antonio Fischetti, éditions Les Échappés, 2009
- Marx, mode d'emploi, éditions La Découverte, 2009 (junto a Daniel Bensaïd)
- Le Cahier de vacances de Charlie Hebdo, éditions Les Échappés, 2009, junto a Catherine Meurisse, Riss y Luz.
- Les Fatwas de Charb, éditions Les Échappés, 2009
- C'est pas là qu'on fait caca! Maurice et Patapon pour enfants, éditions Les Échappés, 2010
- Les dictons du jour, agenda 2011, éditions Les Échappés, 2010
- Sarko, le kit de survie, éditions 12 bis, 2010
- Marcel Keuf, le flic, éditions Les Échappés, 2011
- La salle des profs, éditions 12 bis, 2012
- Ilustraciones de Petit cours d'autodéfense intellectuelle de Normand Baillargeon, y Petit cours d'autodéfense en économie de Jim Stanford.